# Paultheo von Zezschwitz
Eckart Paultheonard von Zezschwitz (* 2. Mai 1972 in Wolfsburg) ist ein deutscher Chemiker und Unternehmer.

## Leben
Paultheo von Zezschwitz entstammt der meißnischen Familie Zezschwitz. Seine Eltern waren der Diplomingenieur Wolfram von Zezschwitz und Susanne Maxton, Tochter eines Patentanwalts. Sein Großvater war Friedrich Wilhelm von Zezschwitz. Der Theologe Gerhard von Zezschwitz ist ein direkter Vorfahre.
Nach dem Abitur 1991 an der Gelehrtenschule des Johanneums in Hamburg studierte er bis 1996 Chemie an der Universität Göttingen und der Technischen Hochschule Stockholm. Seine Diplomarbeit wurde ebenso wie seine Dissertation von Armin de Meijere in Göttingen betreut. Von 1994 bis 1999 arbeitete von Zezschwitz an seiner Dissertation mit dem Titel Palladium-katalysierte Kreuzkupplungen zu 1,2-Dialkenylcycloalkenen: Ausgangsstoffe zur Synthese vielfältiger cyclischer Kohlenstoffgerüste, mit der er 1999 zum Dr. rer. nat. promoviert wurde. Für seine Leistung wurde er von der Chemie-Fakultät mit dem Otto-Wallach-Preis ausgezeichnet.
2000/01 forschte er als Postdoktorand bei Eric N. Jacobsen an der Harvard University zu Übergangsmetall-katalysierten und organokatalytischen, speziell asymmetrischen Umsetzungen. Von 2002 bis 2008 beschäftigte sich von Zezschwitz im Zuge seiner Habilitation an der Universität Göttingen mit Naturstoffsynthesen und enantioselektiven, katalytischen Verfahren. Nachdem er die Venia Legendi für Organische und Biomolekulare Chemie erhalten hatte, nahm er 2007 einen Ruf auf eine W 2-Professur für Organische Chemie am Fachbereich Chemie der Universität Marburg an, wo er seither forscht und lehrt. Die von ihm geleitete Arbeitsgruppe beschäftigt sich mit der Entwicklung asymmetrischer Synthesemethoden, speziell Rhenium-katalysierter Additionen an Carbonyle und Ruthenium-katalysierter Hydrierungen, und widmet sich in fächerübergreifenden Kooperationen synthetischen Aufgabenstellungen der Naturstoffforschung.
Paultheo von Zezschwitz ist Mitglied in der Gesellschaft Deutscher Chemiker (GDCh) und der American Chemical Society (ACS).
Von Zezschwitz lebt mit seinen drei Kindern in Marburg-Marbach, Hofheim, Kamenz und Berlin.

## Unternehmer
Von Zezschwitz ist seit Mitte 1996 als Teichwirt tätig und leitet eine Teichwirtschaft in Kamenz.

## Stipendien und Preise
- 1995–1996: Stipendium der Studienstiftung des Deutschen Volkes
- 1997–1999: Promotionsstipendium der Studienstiftung des Deutschen Volkes
- 1999: Otto-Wallach-Preis der Fakultät für Chemie der Georg-August-Universität Göttingen
- 2000–2001: Forschungsstipendium der  Deutschen Forschungsgemeinschaft
- 2007: Thieme-Journal-Award

## Genealogie
- Genealogisches Handbuch des Adels. Adelige Häuser A (Uradel). Band XII, Band 55 der Gesamtreihe GHdA, Hrsg. Deutsches Adelsarchiv, Walter von Hueck, Friedrich Wilhelm Euler et al., C. A. Starke, Limburg an der Lahn 1973, ISSN 0435-2408, S. 481–483.